# Pachypodium rosulatum
Pachypodium rosulatum là một loài thực vật có hoa trong họ La bố ma. Loài này được Baker mô tả khoa học đầu tiên năm 1882.

## Hình ảnh

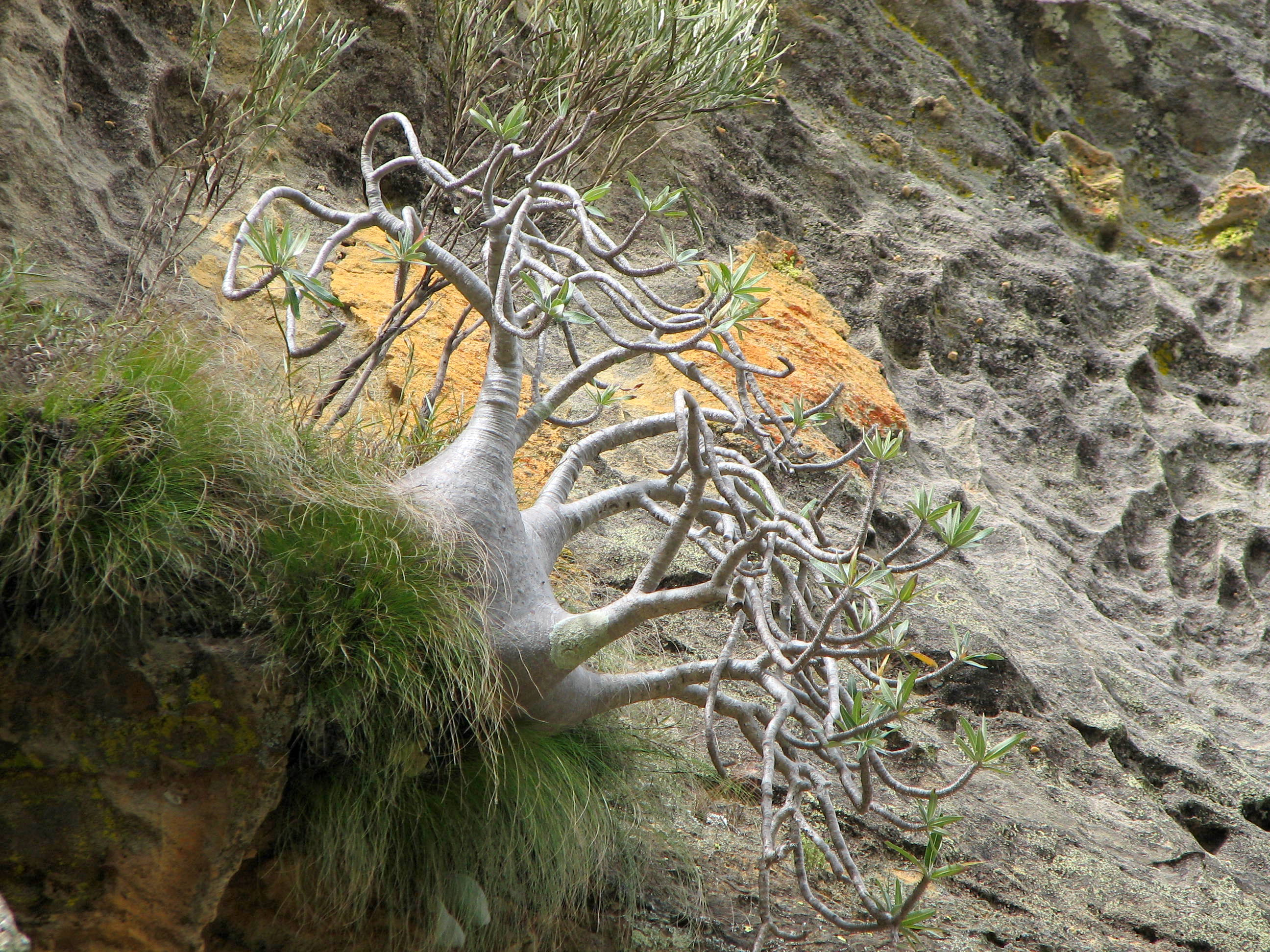
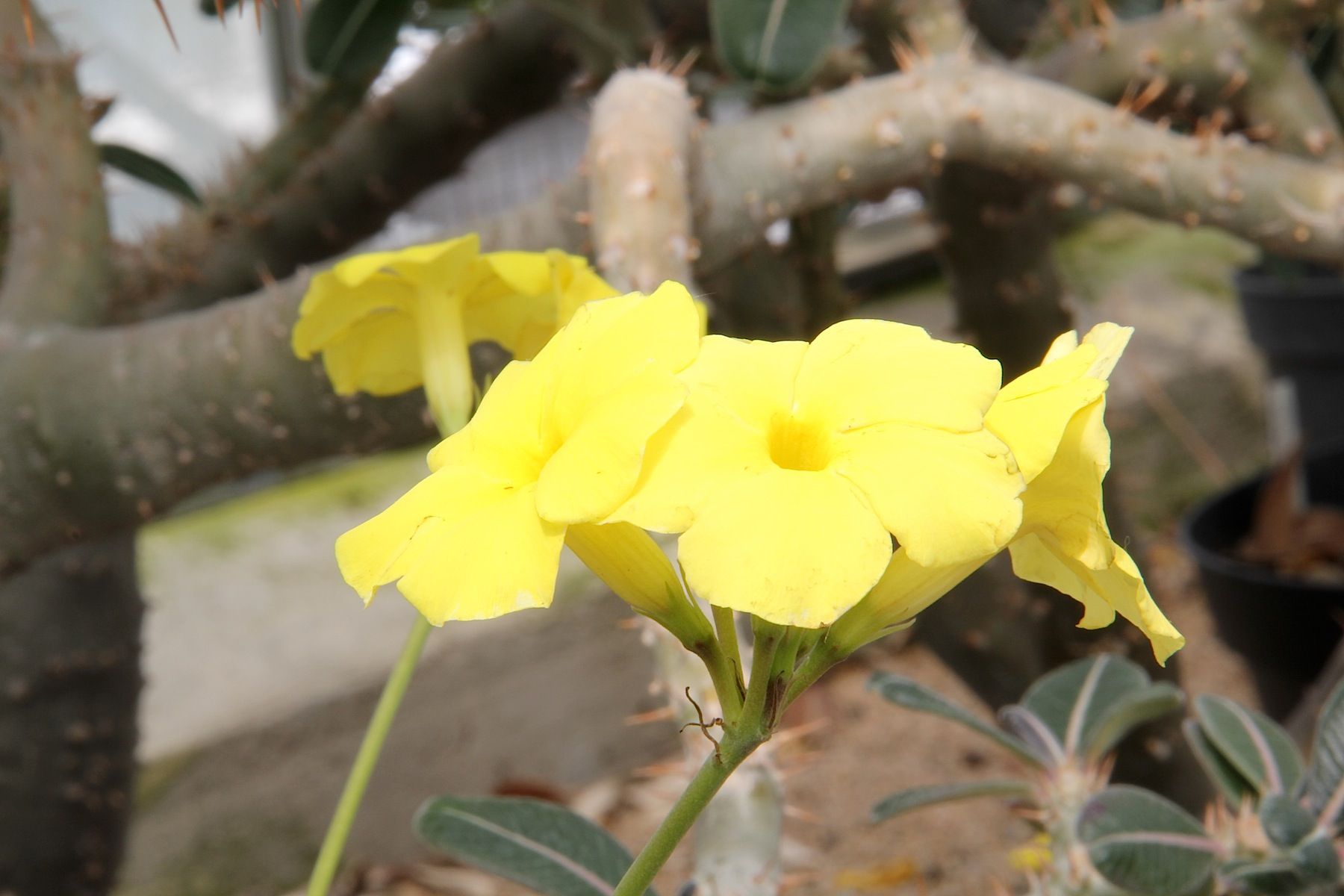
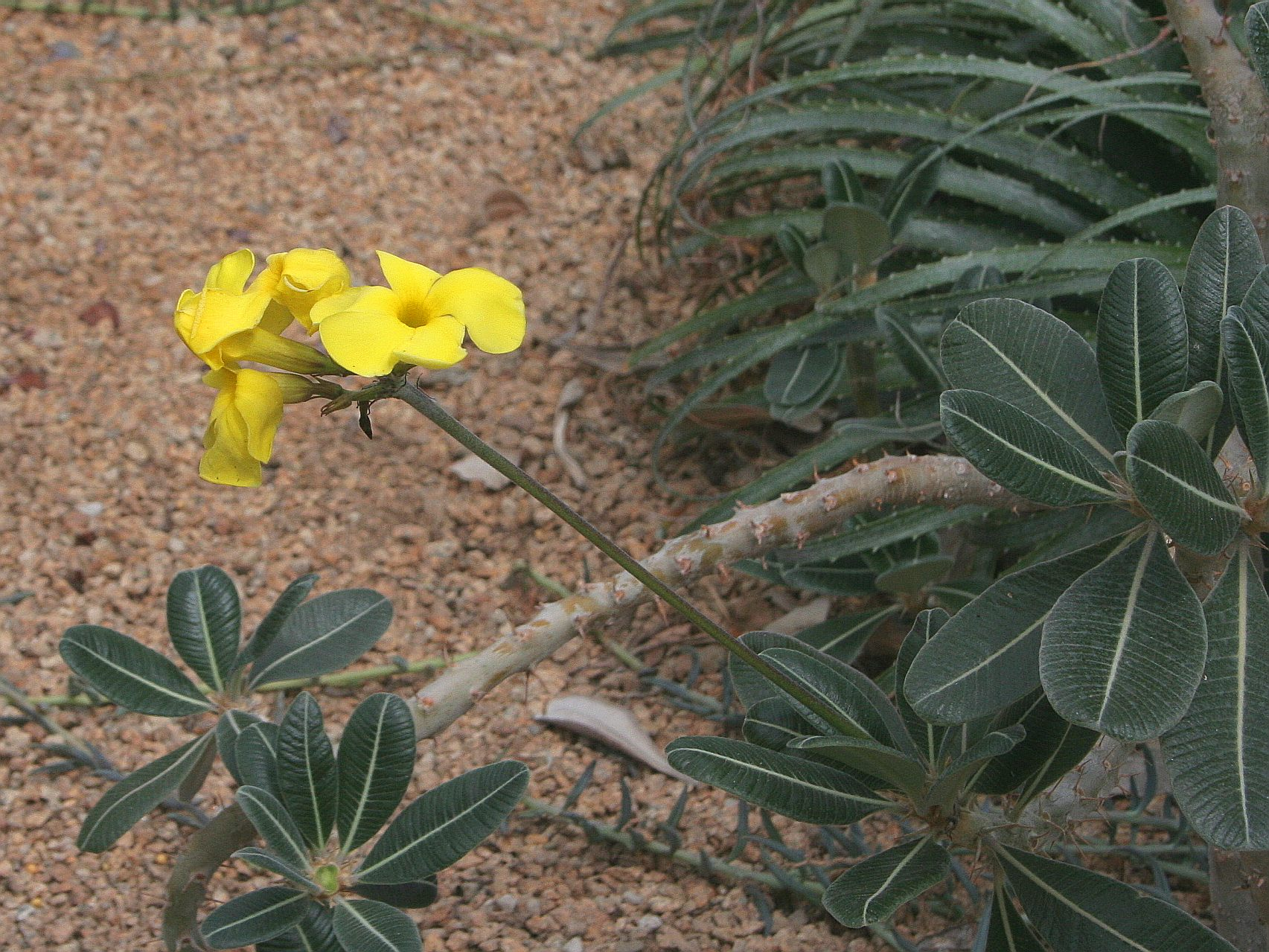
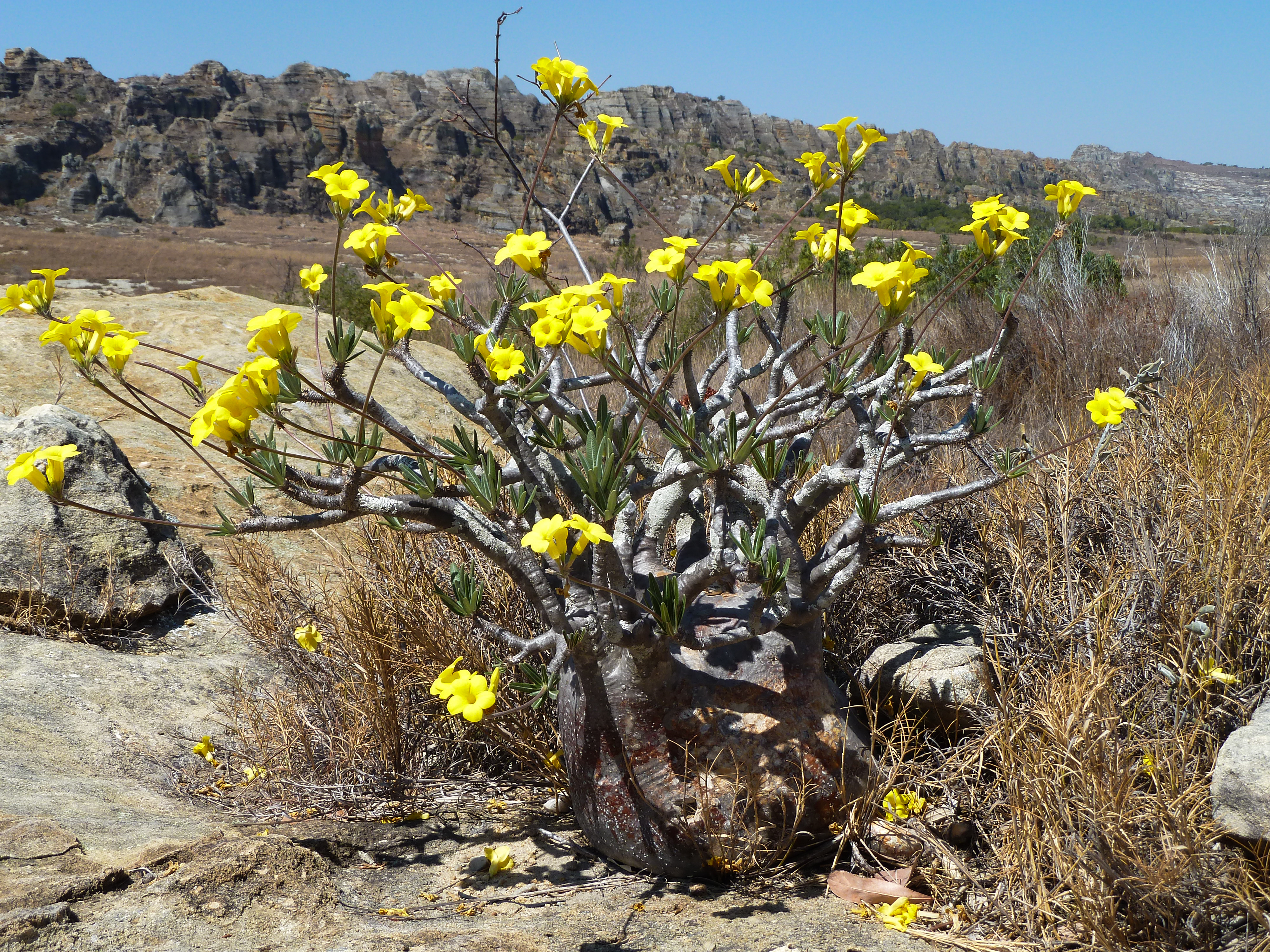